# Formación del Estado hondureño

Una vez que Honduras se declaró independiente de las demás naciones de Centroamérica, se procedió a la organización del nuevo estado hondureño. Sin embargo, esta organización se vio obstaculizada por las rivalidades entre liberales y conservadores, que produjeron el caos político y retrasaron el desarrollo del país. 
La agitación política del país, atrajo las ambiciones de individuos y de naciones Centroamericanas y Europeas. Por todo el resto del siglo, los vecinos de Honduras constantemente interfirieron en su política interna.
Incluso la posición geográfica de Honduras jugó en su contra. Ubicada entre las repúblicas de Guatemala, El Salvador y Nicaragua, el país se vio envuelto en una constante lucha con éstas, por la hegemonía regional. Cualquier régimen liberal o conservador, vio a un gobierno de la ideología opuesta en sus fronteras como una posible amenaza. Además, los exiliados de la oposición tendían a exiliarse en los estados cuyos gobiernos compartían su afiliación política. Asimismo, utilizaban a estos estados como plataformas para derrocar a sus gobiernos.
Luego de tantos inconvenientes, le tocó a la administración del doctor Marco Aurelio Soto finalmente, organizar el país, poniendo en marcha códigos modernos en materia civil, penal, de procedimientos, comercio y agricultura con el propósito de modernizar a Honduras y terminar de una buena vez con la arcaica legislación colonial. Esta labor, fue continuada bajo los mandatarios Policarpo Bonilla y Manuel Bonilla, cuyos Códigos de 1906 han prevalecido hasta nuestros días.

## Antecedentes

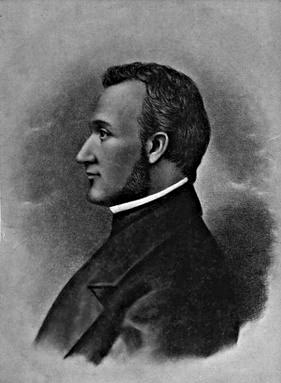
Francisco Morazán

La asamblea legislativa de Honduras que se instaló en abril de 1838, tuvo a bien aceptar el decreto del Congreso Federal en el cual se determinaba que los Estados que componían la República Federal de Centroamérica quedaban en libertad de constituirse como repúblicas independientes. El 26 de octubre, la Asamblea Constituyente dictó el siguiente decreto: "El Estado de Honduras es Libre, Soberano e Independiente". Francisco Ferrera jefe de Estado de Honduras en ese entonces, mandó a cumplir esta ley de la Asamblea. El 5 de noviembre del mismo año se libró otro decreto que declaraba a Honduras libre e independiente del antiguo gobierno federal, de los gobiernos de los demás estados de Centroamérica y de cualquier otro gobierno o potencia extranjera.
En 1838 ejercieron el poder ejecutivo en Honduras accidentalmente y en calidad de consejeros, los señores Felipe Medina, José Alvarado y Luis Matute. En enero de 1839 ejercía el poder ejecutivo el consejero Juan Francisco Molina, siendo secretario general Coronado Chávez. El comandante de armas era Francisco Ferrera.
El 18 de enero de 1839 los gobiernos de Honduras y Nicaragua celebraron un tratado de alianza ofensiva y defensiva, que fue según el historiador Robustiano Vera el que trajo la disolución definitiva del sistema federal. Ferrera dio noticias de este tratado a Rafael Carrera quien estaba en armas en Mita desde el 24 de marzo de 1839. En Guatemala gobernaba el General Salazar y contra él se fue Carrera y entró triunfante en la capital el 13 de abril de ese año.
Por causa de este tratado, las fuerzas de Honduras y Nicaragua al mando de Francisco Ferrera invadieron el estado de El Salvador donde se encontraba el General Francisco Morazán. Ferrera fue derrotado, pero volvió a atacar de nuevo en el verano, sólo para sufrir una nueva derrota. Morazán en su afanoso intento por mantener la federación, recuperó brevemente a Guatemala, pero su tropa era escasa y ya sin el apoyo de los que lo habían llevado al poder "fue sitiado por cinco mil salvajes" dice Robustiano Vera. Al día siguiente se retiró y dejó Centroamérica. Dos años más tarde, fue fusilado en Costa Rica en su último intento por restaurar La República Federal de Centroamérica.

## La Constitución de 1839

### Primer mandato constitucional
| SECCIÓN IV DE LA CIUDADANÍA - ARTÍCULO 9 Son ciudadanos todos aquellos hondureños mayores de diez y ocho años que tengan renta, oficio, o modo de vivir conocido; pero no tendrán voto pasivo, sino con arreglo a las leyes; y los extranjeros naturalizados, con las mismas cualidades. - ARTÍCULO 10 Solo los ciudadanos en ejercicio, pueden tener empleos del Estado. - ARTÍCULO 11 La calidad de ciudadano se pierde: 1. Por admitir naturaleza en país extranjero 2. Por admitir empleo, renta, o distintivo de otro Gobierno, excepto los de Centroamérica, y 3. Por sentencia de pena aflictiva, si no se obtuviese rehabilitación. |

Después del fracaso de la federación se inició de inmediato en Honduras la reorganización del estado bajo los principios conservadores. Se procuró terminar de una buena vez, con todo lo relacionado con la federación.
El pueblo eligió una Asamblea Constituyente para reformar la Constitución, pero en su lugar este cuerpo presidido por Don Juan Lindo elaboró un documento completamente nuevo, el cual fue firmado el 11 de enero de 1839. En este documento se acordó la forma de elegir las autoridades supremas del nuevo Estado. Él mismo expresa que tal actividad se hará por medio de elecciones ‘populares directas,’ es decir, en un solo acto del pueblo y no a través de ‘electores primarios,’ como ocurría en tiempos de la Federación.”
En el artículo 46 se estipula que 'el Presidente durará dos años; podrá ser reelecto una sola vez.' En vez de un vicepresidente se decidió por la elección de tres miembros suplentes para el presidente, se tomaron medidas para una legislatura unicameral y un presidente de dos años.
Se convocó al pueblo hondureño para elegir las autoridades supremas. El general Francisco Ferrera se presentó como el único candidato y por ende recibió los únicos 3400 votos emitidos, los cuales no constituían la mayoría.
Su llegada a la presidencia "fue saludada con un movimiento de inconformidad…, censuras y descontento general en el país”. De esta manera, Ferrera se convirtió en el primer mandatario constitucional de Honduras, tomando posesión del cargo el 1 de enero de 1841. Éste recibió el mando de manos José Francisco Zelaya y Ayes quien fungió como presidente por 15 meses (1839-1840).
Según el escritor Zúñiga Huete, durante el primer periodo presidencial de Ferrera se “restableció, por decreto de 13 de junio de 1841, el fuero eclesiástico, abolido bajo el gobierno de Diego Vigil…Dos sacerdotes: Mariano Castejón y el P. Boquín, miembros de la Legislatura, desde sus curules, ponían al conglomerado social a llenar las arcas de la curia eclesiástica, mediante leyes anacrónicas”.

### Segundo periodo de Ferrera

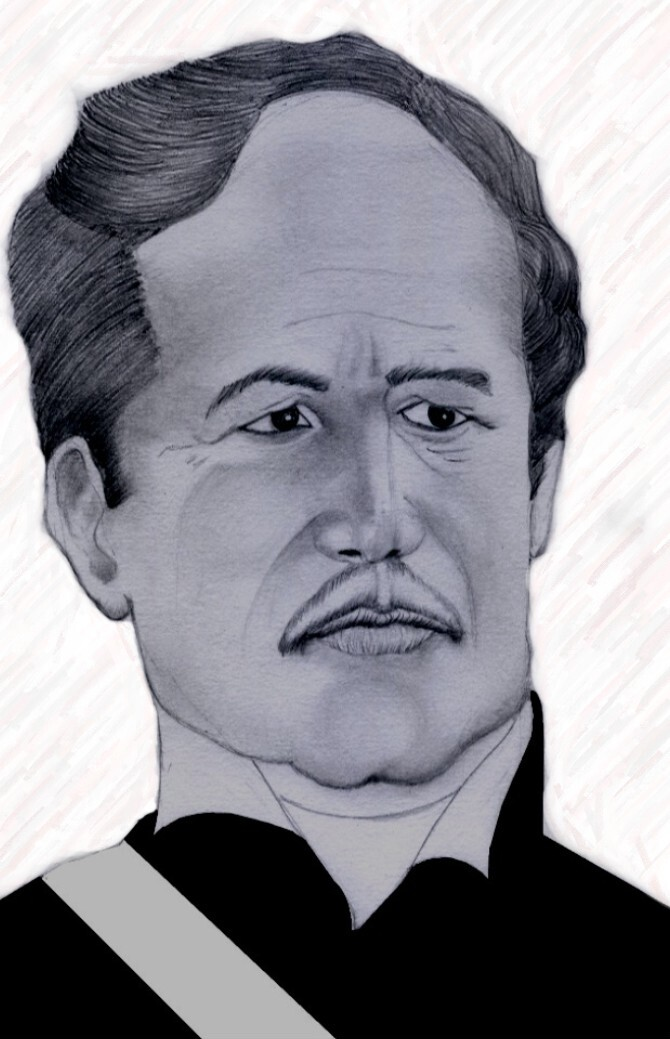
El general Francisco Ferrera

El 31 de diciembre finalizó el periodo presidencial de Ferrera. El 21 de febrero de 1843 la Cámara de Representantes se volvió a reunir y el 23 del mismo mes decretó la reelección de Francisco Ferrera para un nuevo periodo de dos años. Su segundo periodo estuvo marcado por una serie de levantamientos en el país. Los pueblos de Texiguat, La Plazuela, y Comayagüela se levantaron en armas debido a las pesadas cargas que pesaban sobre ellos.
Asimismo estaban disgustados porque muchos de sus ciudadanos habían sido forzados al exilio. Santos Guardiola fue enviado contra ellos, y no tuvo éxito, aunque afirmó en una proclama que había derrotado a los rebeldes. La guerra se extendió, y Ferrera consideró conveniente dejar la presidencia a cargo de los ministros por un tiempo y tomar personalmente el mando de las fuerzas que operaban contra los insurgentes. Santos Guardiola derrotó a los insurgentes en El Corpus y capturó a los líderes. En diciembre se dio otro levantamiento en Olancho, pero pronto fue sofocado por el presidente Ferrera, quien tomó rigurosas medidas en contra de sus líderes. Para ese entonces, el periodo de Ferrera estaba a punto de expirar.
El segundo período presidencial de Francisco Ferrera finalizó el 31 de diciembre de 1844, fecha en que hizo entrega del poder a un Consejo de Ministros. Al no practicarse elecciones la cámara de diputados, influenciada por Ferrera, nombró como Presidente a Don Coronado Chávez el 8 de enero de 1845.
Chávez a cambio le devolvió el favor a Ferrera nombrándolo su ministro de Guerra y jefe de las Fuerzas Armadas. 
Durante este periodo fue ejecutado el exjefe de estado, Joaquín Rivera, el 6 de febrero de 1845 luego de que este intentara derrocar a Coronado Chávez. El primero de enero de 1847, concluyó el periodo presidencial de Chávez. Este entregó las riendas del gobierno al Consejo de Ministros integrado por los generales Casto José Alvarado, Francisco Ferrera y José Santos Guardiola, en presencia del Congreso Nacional.

## La Constitución de 1848

### La administración de Juan Lindo

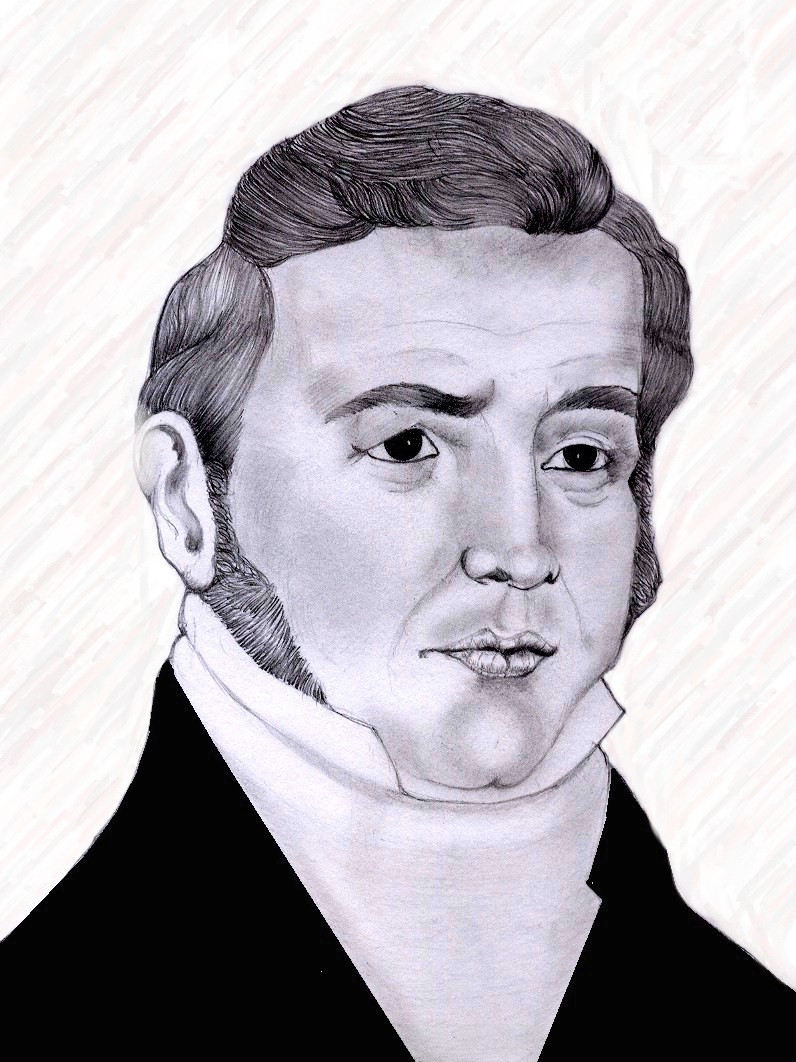
A Juan Lindo le pareció corto el período presidencial de dos años.

No habiéndose realizado elecciones a nivel popular para Presidente, la Cámara eligió a Francisco Ferrera como sucesor de Coronado Chávez. Pero Ferrera no encontró apoyo por parte de los pueblos y recomendó al conservador Juan Lindo como su sucesor. Ferrera esperaba poder manipular a Lindo, de la misma forma que lo había hecho con Coronado Chávez. Pero con el paso del tiempo, Ferrera se dio cuenta de que Lindo no era para ser manipulado.
Una vez que Lindo asumió la presidencia de Honduras, "le pareció corto el período presidencial é inconveniente el sistema unicameral". Por esta razón, Lindo "convocó una Asamblea Constituyente, la cual dictó la Constitución de 4 de febrero de 1848. En ésta se estableció, por el artículo 20, que el Poder Legislativo del Estado se ejercería por dos Cámaras, una de Diputados y otra de Senadores; y por el artículo 41, que la duración del Presidente y Vicepresidente sería de cuatro años y podrían ser reelegidos una sola vez, sin el intervalo de igual tiempo, si lo fuesen popularmente, pero siendo preciso para ello que la Asamblea general los declarase previamente Buenos servidores del Estado. 
Conforme á esta Constitución, Lindo fue elegido Presidente por cuatro años y don Felipe Bustillo Vicepresidente." Durante su periodo presidencial, Lindo hizo un esfuerzo por promover "la educación y mejorar la situación administrativa del país. Juan Lindo es quien "Aprueba los Estatutos de la Academia Literaria de Honduras, y le confiere categoría de Universidad del Estado, el 11 de agosto de 1847. En un acto solemne del 19 de septiembre de 1847, se instala el Claustro Pleno de la Universidad de Honduras." Además, introdujo un impuesto por introducción de mercaderías y creó otro impuesto, para fomentar la instrucción pública.
"A pesar de ser un conservador y amigo de los separatistas guatemaltecos" Lindo "no... dejó de comprender y apreciar la importancia y la necesidad de la unión de los países de la América Central." Debido a esto, mientras fue presidente de Honduras, Juan Lindo apoyó la causa unionista. En el plano internacional, el Presidente Lindo, protestó ante el Gobierno de los Estados Unidos de América por la anexión de Territorios de México.
Fue durante el periodo presidencial de Lindo (1847 a 1852), que los británicos comenzaron a presionar a Honduras, por el pago de la deuda y otros activos. En 1849, una fuerza naval británica ocupó brevemente el puerto de Trujillo. Estos destruyeron propiedad privada y extorsionaron al gobierno local con 1200 pesos. Al año siguiente, el propio vicepresidente de Lindo se rebeló y se le impidió tomar el poder sólo a través de una intervención militar de El Salvador y Nicaragua. Todos estos problemas desanimaron a Lindo a buscar la reelección.

### Derrocamiento de Cabañas

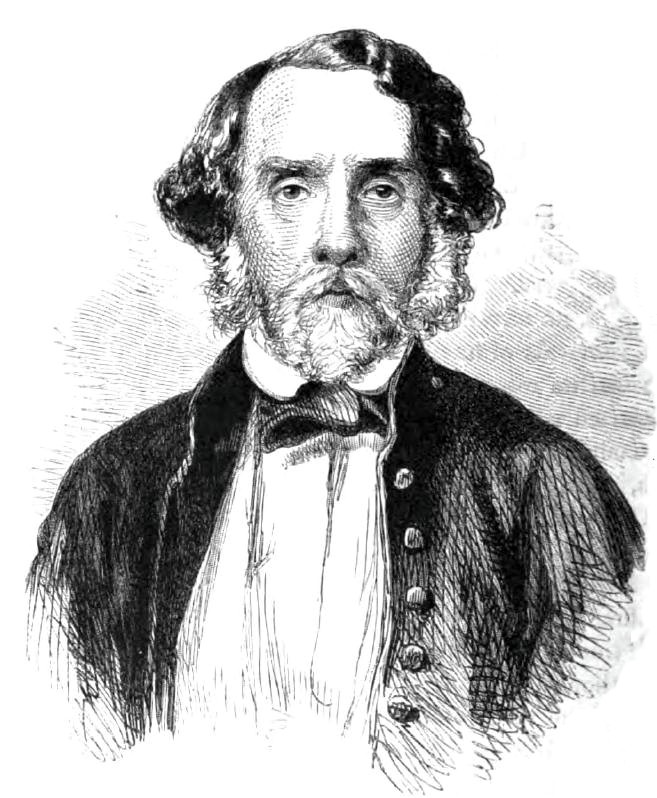
El general Cabañas fue derrocado por Rafael Carrera.

"Concluido su período presidencial el 1 de febrero de 1852, Lindo entregó el poder al General José Trinidad Cabañas, quien fue elegido por la Cámara de Representantes."
Durante su presidencia, Cabañas promovió la educación, autorizó la primera concesión para la construcción del ferrocarril a través del norteamericano E.G. Squier y procuró restablecer la República Federal, mediante una reunión en celebrada Tegucigalpa (1852) con representantes de Nicaragua, El Salvador, y Honduras.
Debido a ello, el separatista Rafael Carrera todavía al frente de Guatemala, declaró su objetivo de derrocar a Cabañas. Estas diferencias llevaron a ambas naciones a la guerra. 
Este período de hostilidades entre Honduras y Guatemala terminó con el derrocamiento de Cabañas el 6 de julio de 1855. El general Juan Francisco López apoyado por Carrera había derrotado a Cabañas en Masaguara, lo que obligó a Cabañas a salir del territorio hondureño y refugiarse en El Salvador. El vicepresidente, José Santiago Bueso Soto fue puesto como presidente provisional de Honduras. Posteriormente, Bueso fue sustituido por Francisco de Aguilar.
La lucha entre liberales y conservadores centroamericanos fue dejada a un lado temporalmente tras la aparición del filibustero estadounidense William Walker en 1855. En 1856 Walker se autonombró presidente de Nicaragua. José Trinidad Cabañas solicitó ayuda a Walker, con el propósito de recuperar la presidencia de Honduras. Walker estuvo de acuerdo, pero bajo condiciones que Cabañas no aceptó. 
Mientras tanto, la toma del poder en Nicaragua por parte de Walker enfureció a las demás naciones centroamericanas. Los ejércitos de estos países formaron una alianza y combatieron al filibustero y a sus hombres, obligándolo a abandonar Nicaragua en 1857. Tras su caída, William Walker regresó a los Estados Unidos. En 1859, Walker todavía con ambiciones de poder, regresó a Honduras. Buscó el apoyo de Cabañas, pero el General se negó a verle. El filibustero fue capturado y posteriormente fusilado en Trujillo, el 12 de septiembre de 1860.

### Presidencia y asesinato de Santos Guardiola

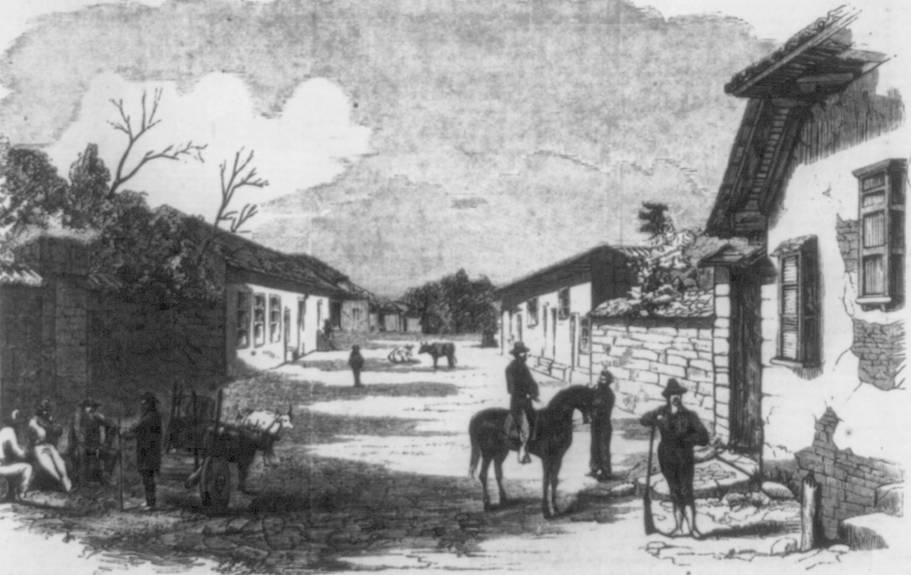
Residencia del Presidente, José Santos Guardiola.

Tras el derrocamiento de Cabañas "el general José Santos Guardiola se trasladó a Honduras. El 10 de noviembre llegó a Tegucigalpa y lanzó su candidatura a la presidencia. Se practicaron elecciones y como no resultó elegido ningún ciudadano por mayoría absoluta de votos, la Cámara General eligió Presidente y Vice-presidente respectivamente al general conservador Santos Guardiola y a Don José María Lazo." "El general José Santos Guardiola ascendió a la presidencia de Honduras el 17 de febrero de 1856, culminando de esta forma una firme aspiración por tanto tiempo sostenida y varias veces frustrada".
Durante la gestión de Guardiola la economía del país fue precaria, a tal grado que el presidente se vio forzado a emitir monedas de cobre. En otro orden de cosas, la administración Guardiola, fue una de las más liberales en la historia de Honduras; a pesar de ser miembro del partido conservador, Santos Guardiola dio libertad de prensa. Asimismo amplió la libertad individual de expresión e incluyó entre los votantes a los terratenientes miembros de la clase media, además de regular las relaciones entre el estado y la iglesia. Pero su logro más importante, fue el tratado en el cual el gobierno británico entregó las Islas de la Bahía y el territorio de 'La Mosquitia' a Honduras.
Debido a su esfuerzo por limitar la influencia de la iglesia en el gobierno, Guardiola entró en conflicto con el obispo de Honduras, Miguel del Cid, quien lo excomulgó el 26 de diciembre de 1860. El Papa Pío IX no solamente revocó esta decisión, sino que remplazó a del Cid con Jesús Zepeda.
Finalmente, el abierto anticlericalismo de Guardiola lo llevó a iniciar la llamada "Guerra de los Padres" en abril de 1861. Esto a su vez, contribuyó a su asesinato el 11 de enero de 1862, a manos de su propia guardia de honor presidencial. Este crimen conmovió al país profundamente. El senador José Francisco Montes Fonseca se encargó del mando, pero lo delegó en breve en el general José María Medina, y de manos de este pasó poco después, según lo estimaba la ley, al vicepresidente, Victoriano Castellanos Cortés.
Debido a las constantes guerras y luchas por el poder, Honduras se veía sumergida en el atraso. Castellanos "trabajó por calmar los espíritus, infundir confianza y promover el progreso posible ... y mucho habría hecho si la muerte no lo hubiera sorprendido...el 11 de diciembre de ese mismo año."

## La Constitución de 1865

### La gestión de José María Medina

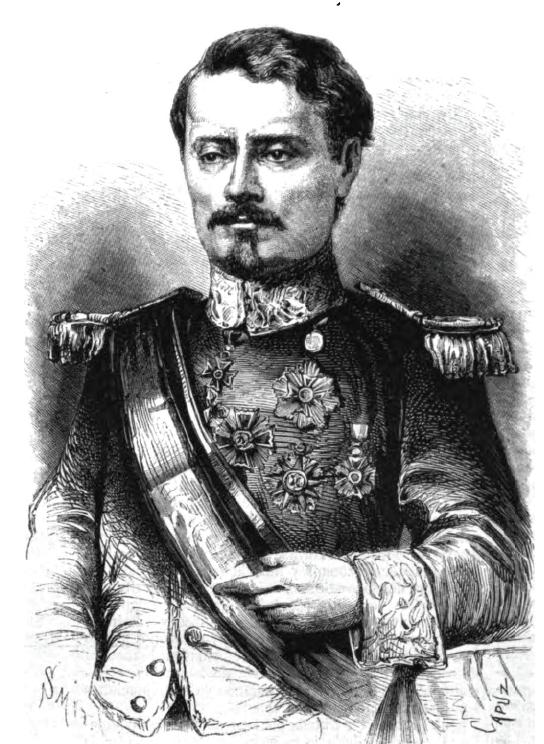
El general José María Medina

Luego de la muerte de Castellanos, Francisco Montes volvió a tomar el poder. Pero cuando estalló la guerra entre El Salvador y Guatemala en 1863, Montes se alió con la causa liberal salvadoreña. Tropas del gobierno guatemalteco de Rafael Carrera invadieron Honduras y proclamaron presidente al general José María Medina que acompañaba a los invasores en junio de 1863.
"Medina convoca a una Asamblea Nacional Constituyente que deroga la Constitución de 1840." En su lugar se adopta la Constitución de 1865. En dicha Constitución, por primera vez se adopta la designación de 'República' para el país. Se suprime el sistema legislativo bicameral implantado por Juan Lindo y se instala el sistema unicameral. Se consignó por primera vez, en el derecho constitucional hondureño la no reelección del presidente de la República.
En diciembre de ese mismo año, Medina depositó la presidencia en el senador Francisco Inestroza, para que se llevasen a cabo las elecciones. Como era de esperarse, las elecciones favorecieron al general Medina. Como vicepresidente fue escogido el general Florencio Xatruch. Medina asumió su periodo presidencial el 15 de febrero de 1864 en Gracias.
Durante su primer periodo presidencial, "Medina fue combatido en 1865 por los facciosos de Olancho; y para someterlos y cortar radicalmente el mal, hizo que los rebeldes fuesen perseguidos sin tregua, y fusilados o ahorcados muchos de ellos.
Al aproximarse el final de su mandato, Medina solicitó reformar el artículo 33 de la ley constitucional que impedía su reelección. Para ello, instó a las municipalidades a elevar una solicitud al ejecutivo, para reformar dicho artículo. En tal virtud, instaló un Congreso extraordinario, que a su vez convocó a una asamblea constituyente. El 8 de agosto de 1869, se reformó dicho artículo lo que permitió a Medina reelegirse.
Durante su segundo periodo, se creó el departamento de La Mosquitia el 22 de noviembre de 1868. Se dio además lo que fue uno de los primeros actos de corrupción en el país. se negoció "en Europa en muy desfavorables condiciones para Honduras, un empréstito destinado a construir el ferrocarril ínter-oceánico; que apenas permitió llevar a cabo una sección de esa vía férrea, y que hizo sufrir mucho en el exterior el crédito hondureño."
Luego de dos periodos presidenciales de Medina, había en el país un descontento generalizado. Aun así, el presidente no estaba dispuesto a dejar el poder y recurrió a un plebiscito de cabildos abiertos para sostenerse en el poder. El resultado del plebiscito fue el deseado por el general Medina y el 26 de marzo de 1870 retomó el poder.

## La Constitución de 1873

### Gobiernos de Arias y Leiva

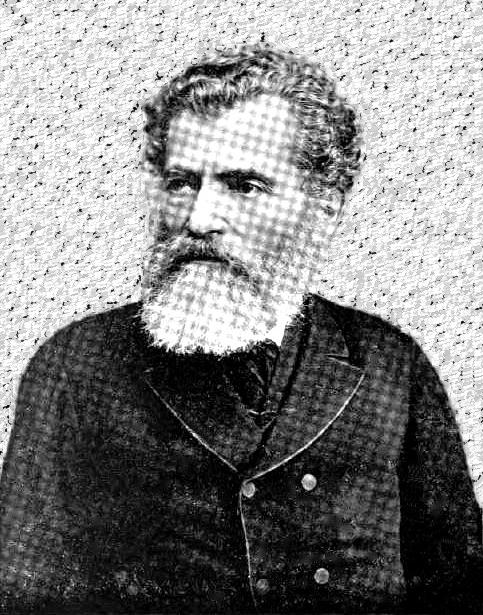
Presidente, Ponciano Leiva

En 1871 el liberalismo triunfa en Guatemala y El Salvador. "Las nuevas administraciones de estos países vieron la presencia del gobierno conservador de Medina como una amenaza a la unidad regional". Le hicieron la guerra y el general Medina fue derrocado. En su lugar instalaron a Céleo Arias como presidente el 12 de mayo de 1872, momento en que da inicio el periodo de la reforma liberal en Honduras.
"Bajo el gobierno del Dr. Arias, se reunió una constituyente en Comayagua para reformar la Constitución de 1865. Esta fue derogada y se dictó la de fecha 23 de abril de 1873. Según el historiador Vera; "en esta constitución se reformó y mejoró el poder judicial determinando sus atribuciones."
Durante su período presidencial, Arias no tuvo tranquilidad para gobernar. Su gobierno fue constantemente atacado por los conservadores. Estos querían su caída, y utilizar militarmente el territorio hondureño para derrocar a los gobiernos liberales de Guatemala y El Salvador. Además, "Arias comenzó a declinar al no acatar puntualmente los dictados de los gobiernos de Guatemala y El Salvador."
El general Santiago González Portillo, Jefe Supremo de El Salvador, disgustado ya de la administración Arias, sugirió al presidente de Guatemala la idea de hacerla desaparecer. Ambos mandatarios se pusieron de acuerdo y enviaron tropas a Honduras contra Arias. Los invasores tuvieron éxito, y el 23 de noviembre de 1873 inauguraron en Choluteca, el gobierno provisional de Ponciano Leiva quien les había prometido lealtad. 
El primer paso de Leiva fue garantizar el derecho de los vencidos y vencedores. Puso en prisión al expresidente Arias, pero al cabo de algunos meses lo dejó en libertad. Se convocó al pueblo a elecciones, resultando ganador el mismo Leiva. Este tomó posesión el 2 de febrero de 1875.
Ponciano Leiva restituyó la constitución de 1865 y se dedicó a mejorar en lo posible todos los ramos de la administración pública, presentando además al congreso diverso proyectos de leyes que estimaba necesarias. Durante su periodo se emitió una nueva ley de presidios y otra de caminos. Asimismo fundó un colegio en Santa Rosa de Copán y protegió otros establecimientos de enseñanza. Se redujo la fuerza armada, y se estableció por primera vez el registro civil entre otras cosas.
Según el historiador Gómez Carrillo: "El 8 de junio de 1876, Ponciano Leiva tuvo que separarse del poder por exigencias de la política de Guatemala, mediante un convenio en que intervino un comisionado del gobierno salvadoreño. Se retiró al pueblo de su residencia y aceptó allí el modesto cargo de alcalde en 1877." Por un breve periodo estuvo al cargo de la presidencia el licenciando Crescencio Gómez Valladares.

## La Constitución de 1880

### La administración Soto

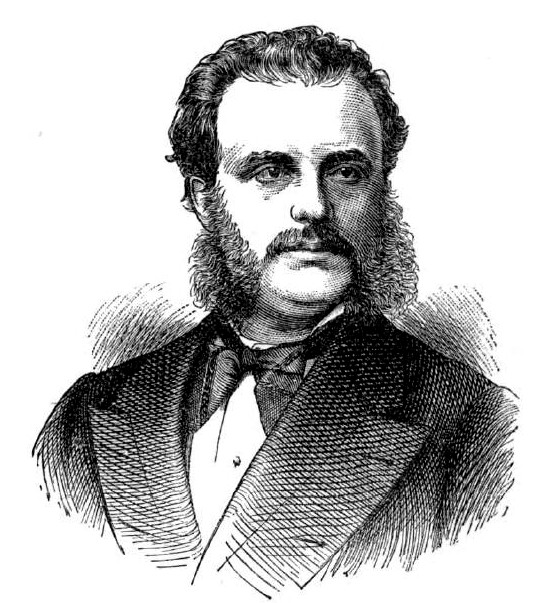
La administración de Marco Aurelio Soto fue una de las más exitosas en Honduras.

Luego de la caída de Ponciano Leiva, Justo Rufino Barrios, el nuevo hombre fuerte de Guatemala, inicialmente apoyó la candidatura del Gral. José María Medina, quien había luchado militarmente en contra de Leiva. Sin embargo. Barrios cambió de parecer y en acuerdo con el presidente salvadoreño, Del Valle se decidieron por Marco Aurelio Soto allegado a Barrios y ex-viceministro de Relaciones Exteriores de Guatemala.
Con la llegada de Soto al poder, se consolida el liberalismo en Honduras. Que no fue un el resultado de un "proceso doméstico". Más bien fue una extensión de las victorias liberales en Guatemala y El Salvador. Soto inauguró su gobierno provisional el 27 de agosto de 1876. 
Marco Aurelio Soto legitimó su gobierno al reunir el 27 de marzo de 1877 un congreso extraordinario en Comayagua. En abril, el congreso lo declaró presidente electo después de llevarse a cabo las elecciones ese mismo año. El 27 de mayo de 1877, Soto inauguró su gobierno constitucionalmente. 
Durante su gobierno, el Dr. Soto implementó en Honduras, "La Reforma Liberal." Ésta tenía como objetivos la prosperidad nacional y la creación de una economía y sociedad moderna. Según los ideólogos de la 'Reforma', la participación de capital extranjero, fue el factor crucial para lograr esta tarea. Honduras no tenía el capital suficiente para llevar a cabo sus ambiciosos programas de desarrollo económico. Por lo tanto, comenzando con el gobierno del presidente Marco Aurelio Soto, la influencia del capital extranjero comenzó a sentirse en la minería y en menor grado, en la agricultura". La Revista El Educacionista de Guatemala en una de sus ediciones de 1896, resume la presidencia del Doctor Soto de la siguiente manera: 

El Doctor Soto, al llegar de Honduras, encontró el caos. No había rentas y el las creó. Es proverbial que halló en las arcas nacionales de aquel país, diez y ocho reales. No había ejército, y él sin ser militar, lo organizó de tal manera que, en su época, podían reunirse fácilmente cuarenta mil hombres en caso necesario. No se conocía allá el telégrafo, y el cruzó de redes telegráficas todo el país. Organizó el servicio de correos. Creó la oficina de Estadística. Dotó al país de una legislación clara y precisa, calcada en la de los pueblos más adelantados. Antes regía la vetusta legislación española. Organizó la instrucción pública y abrió Colegios, Universidades y Bibliotecas al servicio de todos. Decretó la separación de la Iglesia y el Estado aboliendo en consecuencia, los diezmos. Estableció el matrimonio civil. Protegió las ciencias, las letras y las artes. Hizo llegar al país inmigrantes notables que le sirvieron mucho en su obra regeneradora. Inmortalizó en mármol y en bronce los héroes y los sabios de aquella tierra clásica del oro y del talento. Supo sostener una paz octaviana de siete años. En una palabra su gobierno fue de concordia, de orden, de progreso, de libertad, de engrandecimiento, de regeneración en todo sentido.

La constitución de 1880, creada durante el gobierno de Soto "no avanzó mucho" en materia de asuntos electorales. Ello, en comparación a la constitución de 1865, dice el historiador Longino Becerra. Pero se acercaba más a lo que es un gobierno representativo del pueblo. En esta se dio además, libertad de culto y una completa separación del estado y la iglesia. En ese mismo año, se trasladó la capital a Tegucigalpa. Esta ciudad, "se convirtió en el centro de la vida moderna y la residencia de la aristocracia de Honduras ... En contraste, los residentes de clase alta de la antigua capital de Comayagua eran principalmente los dueños de haciendas situadas en las tierras cercanas".
En 1881 Marco Aurelio Soto fue reelegido para un nuevo periodo presidencial. Sin embargo en 1883, el Doctor Soto también cayó en desgracia con Justo Rufino Barrios. El presidente, no deseaba arrastrar a Honduras a otra guerra y se vio obligado a dimitir. A Marco Aurelio Soto lo sustituyó en el cargo el General Enrique Gutiérrez quien murió repentinamente creyéndose que había sido envenenado." Asumió entonces el mando, General Luis Bográn.

### Luís Bográn

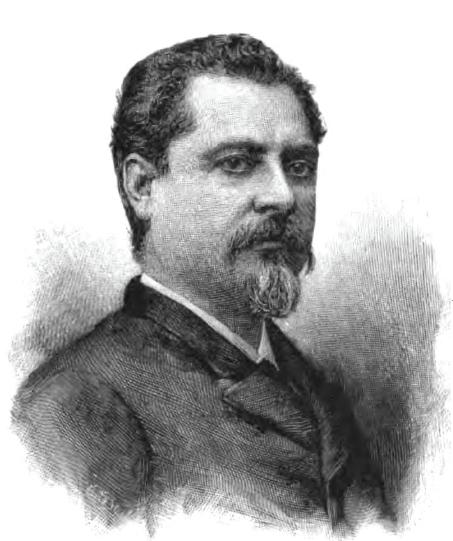
El general Bográn fomentó el progreso moral.

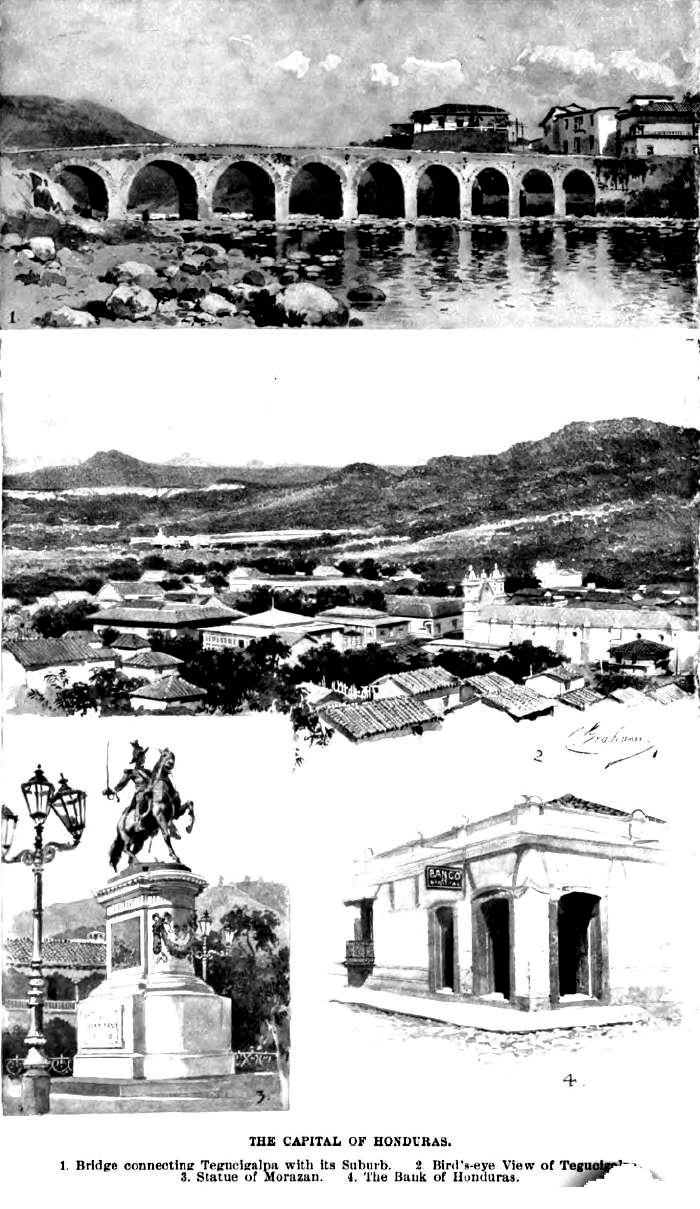
Imágenes de Tegucigalpa en siglo XIX

Luís Bográn "convocó a nuevas elecciones y al mismo tiempo anunció su propia candidatura. Su principal oposición provino del expresidente, Céleo Arias. Pero “El pueblo hondureño votó por diferentes candidatos, pero quienes lograron mayor volumen de votación fueron: el General Luis Bográn, con 40,958 sufragios; el Doctor Céleo Arias, con 2942; el General Emilio Delgado con 536 y el Doctor Manuel Gamero, con 88. Las elecciones se practicaron en completa paz en toda la República, los días 9, 10 y 11 de noviembre de 1883". Arias contaba en sus vínculos personales con varios de los comandantes de los departamentos para lograr la elección, pero Bográn hábilmente ganó a los militares. De esta manera Bográn se instaló como presidente el 30 de noviembre de 1883."
Durante su gobierno, el Presidente Luís Bográn, aceleró la utilización de las concesiones del gobierno para obtener la inversión extranjera, la consolidación de un modelo de plena cooperación del gobierno con los empresarios extranjeros. Durante el período de ocho años desde 1883 hasta 1890, el gobierno ofreció cerca de 145 concesiones a empresas mineras, de las cuales aproximadamente la mitad fueron desde los Estados Unidos o Europa.
Mientras tanto, en el plano internacional, fue el gobierno de Bográn, "el único que en 1885 se adhirió al plan del general, Justo Rufino Barrios, cuando este presidente publicó su atrevido Decreto del 28 de febrero, declarándose jefe supremo militar de las cinco repúblicas, y Proclamando la Unión centro-americana. Bográn y la legislatura de Honduras, apoyaron a Barrios hasta el momento en que este, invadió el suelo salvadoreño y encontró la muerte en las trincheras de Chalchuapa.
Al calificar a la administración Bográn, algunos historiadores como Robustiano Vera indican que: "La administración de Bográn fue desgraciada para Honduras. No siguió los adelantos iniciados por el Dr. Soto y por el contrario, se notó un atraso en todo, que hizo retroceder al país en las conquistas que había hecho bajo la progresista administración del Dr. Soto."
Mientras que otros historiadores opinan que: "Muchos fueron ciertamente los errores del General Bográn, graves daños causó á la patria; más el haber dejado en ocasiones que se practicase la libertad de la prensa, haber estimulado la organización de los partidos políticos y haber obedecido el precepto de alternabilidad, lo hace aparecer ante la historia, si no como gobernante bueno, sí como bien intencionado, aunque inepto, negligente y voluble."
"No obstante todo lo malo, su administración fue progresiva. No se ha apreciado así porque se suele ver más á lo material que á lo moral, y Bográn no dejó ningún progreso material. Por esto es calificado hasta de retrógrado." Porque no fomentó el progreso material aunque si fomentó el progreso moral.
Al término de su primer mandato, el presidente Luis Bográn fue persuadido a la reelección y fue retado nuevamente por el envejecido expresidente y jefe del partido liberal, Celeo Arias. Éste se alió con Policarpo Bonilla, para evitar la reelección de Bográn. “El partido de Bográn dispuso de todos los elementos del poder, del dinero y la prensa ministerial para desarrollar su campaña." El 28 de febrero de 1887, en unas elecciones verdaderamente libres, justas, y sin violencia, el general, Luís Bográn triunfo por 38.394 a 5326 votos. Luís Bográn, finalizó su mandato el 30 de noviembre de 1891.

### El regreso de Ponciano Leiva
Luego de su derrota, el jefe del liberalismo, Celeo Arias no desmayó y diseñó una mejor organización, para enfrentar el continuismo de Bográn en las próximas elecciones. El presidente por su parte, al finalizar segundo periodo presidencial, se decidió por el expresidente, Ponciano Leiva para que fuese su sucesor.
Arias falleció al comienzo de la lucha electoral y entonces entró al quite, el Dr. Policarpo Bonilla como jefe del Partido Liberal y candidato a la presidencia. La oposición por otro lado, se reunió el 8 de febrero de 1891, creando el Partido Progresista quien nominó oficialmente al Gral. Ponciano Leiva como su candidato.
Leiva ganó las elecciones, pero hubo una considerable insatisfacción entre los liberales ya que había fuertes razones para creer que la elección había manipulada por el gobierno. De acuerdo al historiador Zúñiga Huete la campaña electoral de 1891 "se desenvolvió bajo una tremenda presión oficialista. A pretexto de un alzamiento…se suspendieron las garantías individuales, prolongando los efectos de la ley de estado de sitio, para restringir los avances de la campaña liberal, hasta tres semanas antes de los comicios”.
Al término de las discutidas elecciones, Ponciano Leiva fue inaugurado sin problemas, el 30 de noviembre de 1891. Sin embargo, el nuevo gobierno inaugurado por Ponciano Leiva, no se creyó seguro. Disolvió el partido Liberal y expulsó del país al Dr. Policarpo Bonilla y a todos los miembros importantes del partido liberal. De esta manera, Leiva se creyó libre de la oposición y pensó gobernar dictatorialmente el país.

### General Domingo Vásquez

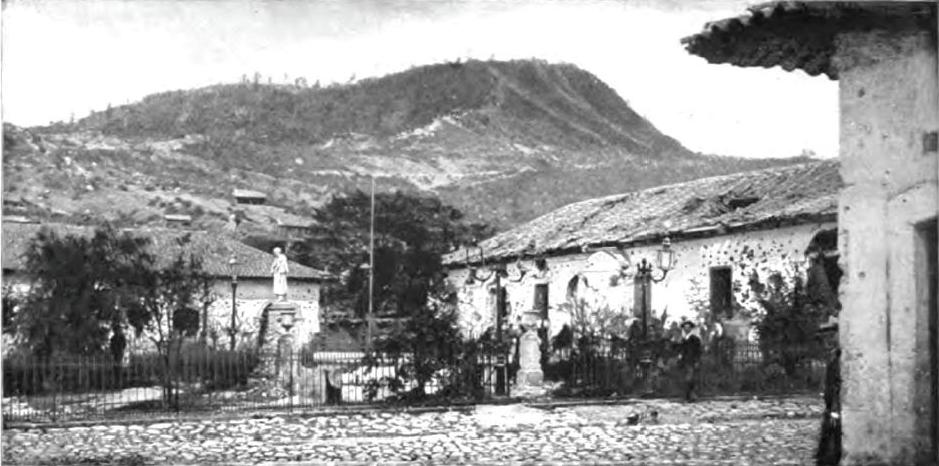
Barracas militares en Tegucigalpa después de la revolución liberal

"Los emigrados se trasladaron a ..Guatemala y en el destierro promovieron tres revoluciones." Una encabezada por el general Manuel Bonilla y el coronel Leonardo Nuila, que fracasó. Otra en 1893 al mando del Dr. Bonilla y sus partidarios, quienes invadieron a Honduras por el lado de Nicaragua. El gobierno de Leiva se sintió amenazado por este movimiento y entró en negociaciones con los revolucionarios. Estas fracasaron y la guerra continuó al mando del General Domingo Vásquez quien repelió a los revolucionarios.
Después de estos sucesos, el general Ponciano Leiva renunció el 15 de julio de 1893. En su lugar, el Congreso eligió a Domingo Vásquez para que lo sustituyera en el poder. Vásquez obtuvo por parte del congreso una autorización en la cual le declaraba la guerra a Nicaragua en caso de que este país siguiera apoyando a los revolucionarios. Pero el presidente de Nicaragua, el general José Santos Zelaya, solidario con las ideas revolucionarias de Bonilla, continuó su apoyo a estos.
El 24 de diciembre de 1893, Policarpo Bonilla inauguró su gobierno provisorio en 'Los Amates', frontera con Nicaragua. Como era de esperar, su gobierno fue reconocido por el mandatario nicaragüense, Zelaya. Mientras tanto en Honduras, el presidente general Vásquez se había preparado para la defensa de su gobierno. Del 15 al 17 de enero de 1894, se libró en Choluteca la batalla decisiva de esta guerra, entre el ejército aliado de Nicaragua y los revolucionarios hondureños; contra las fuerzas gubernamentales de Vásquez. El general Domingo Vásquez y sus tropas fueron derrotados. 
El 23 de enero los revolucionarios sitiaron Tegucigalpa y forzaron al Presidente General a refugiarse en El Salvador. El 22 de febrero de 1894, tras un sitio que duró varias semanas, el ejército aliado entró triunfante y se tomó la capital de República.

## La Constitución de 1894

### La administración Bonilla

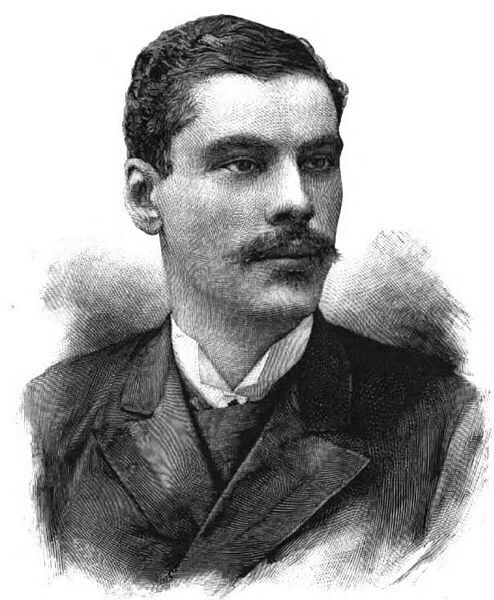
El Dr. Policarpo Bonilla

A merced de su triunfo en contra del General Vásquez, el Dr. Bonilla ocupó provisionalmente la presidencia de la República y "entónces se dedicó a restablecer el orden y a organizar el país del mejor modo posible". "El 26 de abril de 1894 el presidente provisional, Policarpo Bonilla emitió un decreto convocando a elecciones de una asamblea constituyente que se reuniría en Tegucigalpa del 1 al 10 de julio de ese año". Esta misma asamblea reformó la Constitución Política del Estado y el 13 de noviembre de ese año, el señor Dr. Bonilla la mandó promulgar y publicar.
El 15 de diciembre de 1894 la Asamblea declaró electos Presidente y Vicepresidente de la República al Dr. Policarpo Bonilla y al General Manuel Bonilla luego de contados los votos. El 1 de octubre de 1895 juró ante la Representación Nacional el cargo, cosa que no había hecho antes por acuerdo de la misma Asamblea y entonces entró a ejercer sus funciones constitucionalmente.
El 20 de junio de 1895, Bonilla inició el Pacto de Amapala. En este, se firmó una unión con los estados de El Salvador, Nicaragua y Honduras. Guatemala y Costa Rica fueron invitados pero no aceptaron. Posteriormente, el acuerdo firmado por estos tres países fracasó, debido a una revolución en El Salvador. El nuevo mandatario de ese país, Tomás Regalado, declaró nulo el pacto.
El gobierno del Dr. Policarpo Bonilla como las otras, se vio amenazado por revolucionarios intentando derrocarlo. En abril de 1897 se dio una revuelta que tomó las plazas de La Esperanza y Puerto Cortés, proclamando presidente al Dr. Enrique Soto. Pero el gobierno por medio del general Terencio Sierra, pudo derrotar a los insurrectos y poner en prisión a sus líderes. 
En el plano administrativo, Policarpo Bonilla continuó de algún modo, la política de Marco Aurelio Soto. Su administración, como la de Soto, dependió fundamentalmente del apoyo extranjero para su existencia. Mientras Soto construyó las bases modernas de las instituciones políticas y sociales de Honduras, Bonilla como un maestro artesano comenzó la construcción de la estructura.
Bonilla extendió las líneas telegráficas, protegió la inmigración dictando disposiciones para facilitar el medio de adquirir terrenos a fin de colonizar el país. Construyó escuelas públicas y dio libertad de enseñanza, mejoró las vías de comunicación, reformó la administración de justicia, creó tribunales y juzgados respetando la independencia de este poder entre otras tantas cosas. Por todo lo logrado durante su gestión, muchos historiadores coinciden que "el gobierno del señor Bonilla en Honduras tendrá que ser considerado en la historia como uno de los mejores si se le compara con los que con anterioridad a él han rejido los destinos de ese país."
El primero de febrero de 1899, el General Terencio Sierra sucedió al Dr. Policarpo Bonilla y se convirtió en el último presidente de la República de Honduras del siglo XIX.